# 玉津島神社

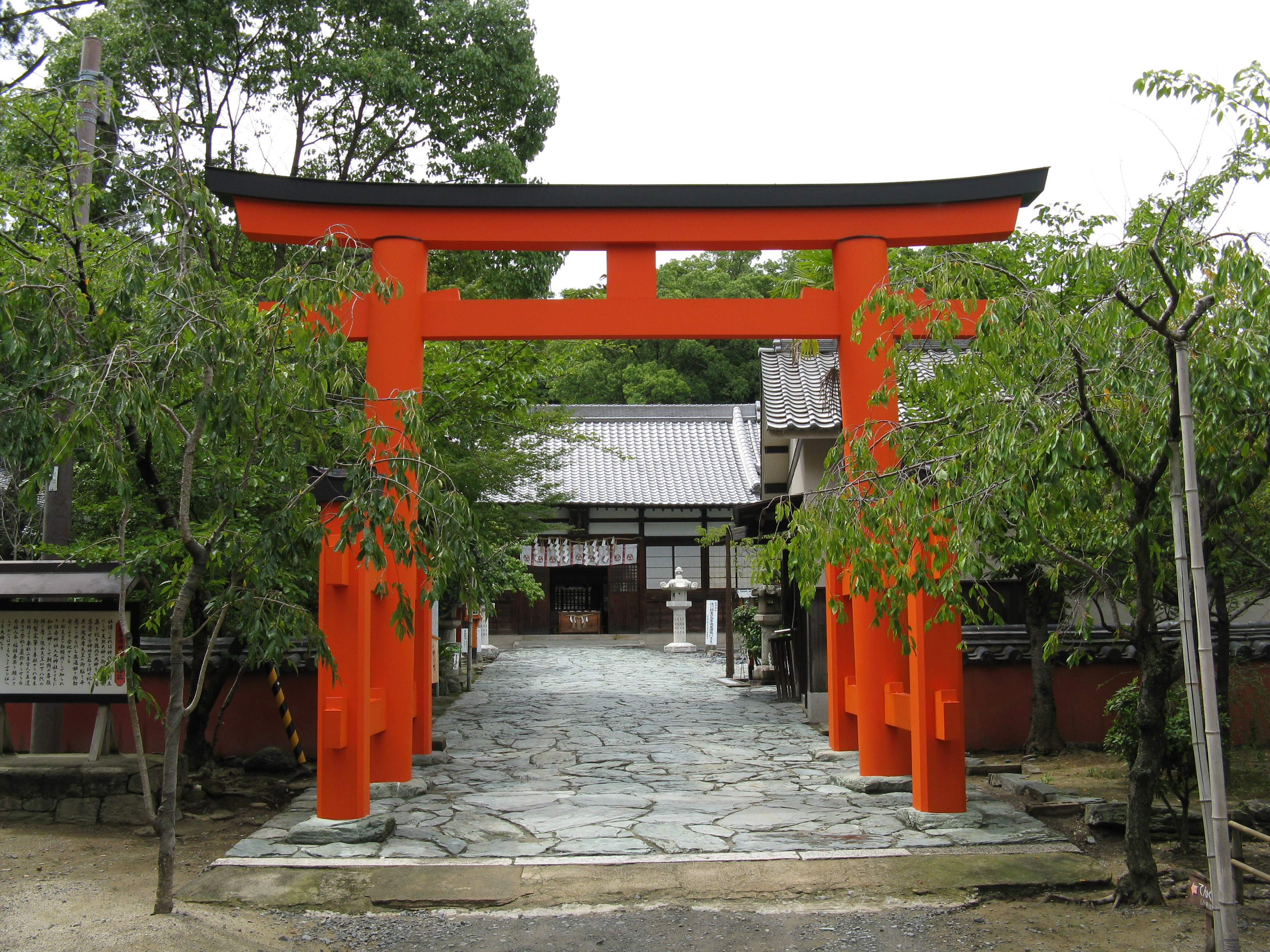
鳥居

玉津島神社（たまつしまじんじゃ）は、和歌山県和歌山市和歌浦中にある神社。国史見在社。旧社格は村社。玉津嶋神社とも書かれる。

## 祭神
稚日女尊、息長足姫尊、衣通姫尊の3柱に明光浦霊（あかのうらのみたま）を配祀する。
古来玉津島明神と称され、和歌の神として住吉明神、北野天満宮と並ぶ和歌3神の1柱として尊崇を受けることになる（近世以降は北野社に代わって柿本人麿）。

## 歴史
社伝によれば、仲哀天皇の皇后息長足姫（神功皇后）が紀伊半島に進軍した際、玉津島神の加護を受けたことから、その分霊を祀ったのに始まるという。玉津島は古くは「玉出島」とも称されたが、大阪市西成区玉出には生根神社が鎮座しており、関係があるのか興味深い。
神亀元年（724年）2月に即位した23歳の聖武天皇は、同年10月に和歌の浦に行幸してその景観に感動、この地の風致を守るため守戸を置き、玉津嶋と明光浦の霊を祀ることを命じた詔を発する。これが玉津嶋の初見である。この時同行した奈良時代の歌人山部赤人の詠んだ歌
は有名であるが、当時は島山があたかも玉のように海中に点在していたと思われる。平安中期の歌人として名高い藤原公任も玉津嶋に詣でている。中世には、歌道の名家である飛鳥井家の飛鳥井雅永が、嘉吉3年（1443年）に「多年の宿願を果さむため」に玉津嶋に詣出ており、文明2年（1470年）には蹴鞠の名手でもあった甥の飛鳥井雅親が玉津嶋に詣出ている。
聖武天皇の詔で玉津嶋と明光浦の霊が祀られるようになったわけであるが、その詳細は不明である。「玉津嶋山」が神の降臨する依代として、あるいは神そのものとして祀られていたとも考えられる。玉津嶋が描かれた絵画で現存する最古のものは、『慕帰絵詞』巻7であるが、そこに描かれているのは絵馬が吊り下げられた松である。同時期に活躍した歌人東常縁は、
としている。
天正13年（1585年）に紀伊国を平定した羽柴秀吉も早々に玉津嶋に詣でている。この後、紀州に入部した浅野幸長により慶長11年（1606年）11月27日に社殿の再建が行われている。後に徳川頼宣により本殿の改築などの本格的な整備がなされた。寛文4年（1664年）には、春秋2期の祭祀が復活している。現在、境内には頼宣が承応4年（1655年）に寄進した灯篭が残されている。近世に整備された玉津嶋神社は、和歌の浦の名所として巡礼をはじめ大勢の人々が詣でるところとなり、現在においても当神社とその一帯は、和歌の浦の歴史的景観の核ともいえるものとされている。
当社を含めて一帯が国指定史跡・名勝の和歌浦となっている。

## 境内
- 本殿（和歌山市指定有形文化財） - 慶長11年（1606年）11月27日に浅野幸長により再建。後に2度改築されている。
- 拝殿
- 石灯篭 2基（和歌山市指定有形文化財）
- 社務所
- 小野小町袖掛の塀
- 金高稲荷社

## 祭祀
- 4月13日 - 例祭

## 文化財

### 国指定史跡・名勝
- 和歌浦 玉津島神社境内地 - 国指定史跡・名勝の和歌浦に当社の境内地が含まれている。

### 和歌山県指定有形文化財
- 神輿 1基

### 和歌山市指定有形文化財
- 玉津島神社本殿 附：脇障子
- 石灯篭 2基
- 奠供山碑 （仁井田好古撰文碑）
- 三十六歌仙額 狩野興甫画 36枚 - 和歌山市立博物館寄託。
- 玉津島神社奉納和歌 - 和歌山市立博物館寄託。
- 玉津島神社文書 - 和歌山市立博物館寄託。

## 交通
- 南海和歌山市駅、JR和歌山駅から和歌山バス新和歌浦行きに乗車し「玉津島神社前」下車すぐ。

## 周辺
- 奠供山
- 和歌浦
  - 雑賀崎、番所庭園、新和歌浦、紀州東照宮、和歌浦天満宮、不老橋、片男波海岸
- 養翠園